# Ivan Aivazovski
Ivan Konstantinovici Aivazovski (în armeană Հովհաննես Այվազովսկի – Hovhannes Aivasovsky, original Aivazian, în rusă Иван Константинович Айвазовский, în ucraineană Іван Костянтинович Айвазовський) (n. 17/29 iulie 1817, Feodosia, gubernia Taurida, Imperiul Rus – d. 19 aprilie/2 mai 1900, Feodosia, gubernia Taurida, Imperiul Rus) a fost un pictor rus de origine armeană și membru al Academiei de Arte din Sankt Petersburg, care a trăit și lucrat în Crimeea.
Este renumit pentru peisajele cu întinderi de apă, acestea constituind mai mult de jumătate din picturile sale.
Astfel, a introdus figuri de marinari și de pescari în luptă cu furtuna.
De asemenea, a reprezentat scene de bătălie din Războiul Crimeii.
Se remarcă forța și veridicitatea eroismului marinarilor și al comandanților flotei ruse.
Trei peisaje marine ale sale sunt expuse în Muzeul de Artă al României.

## Galerie

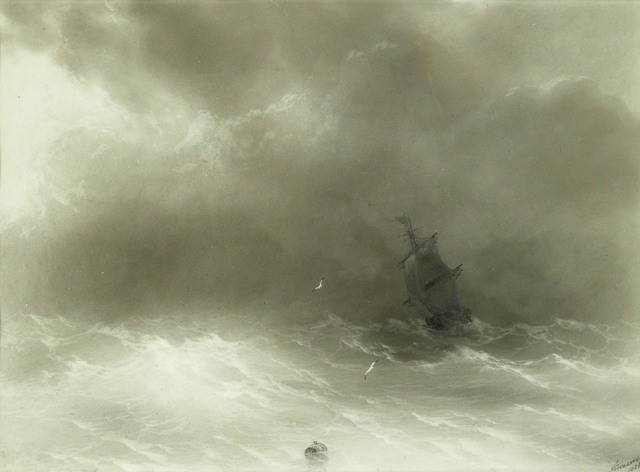
O furtună puternică, 1856.
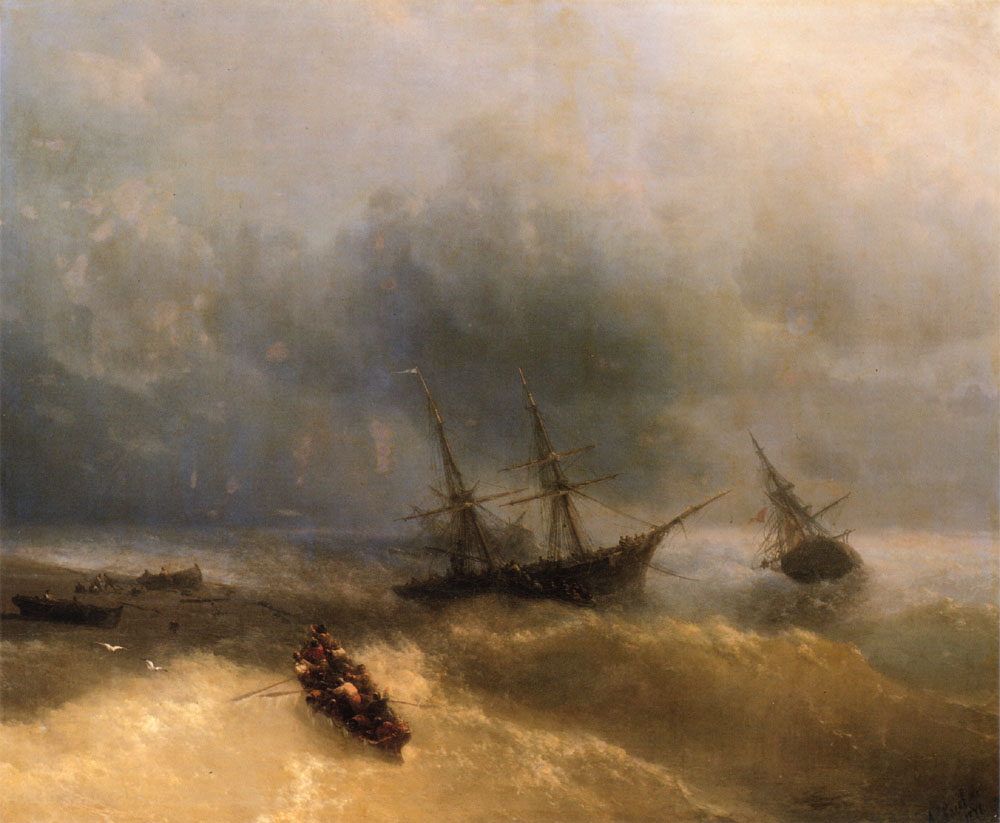
Naufragiu, 1874.
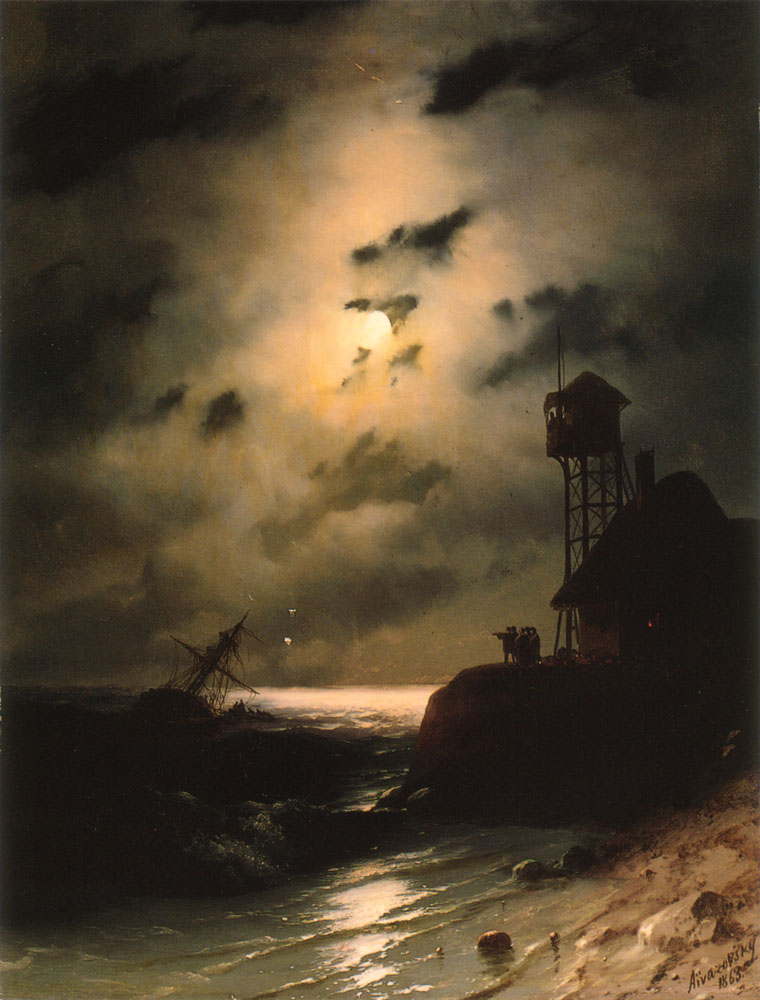
Naufragiu pe lună plină
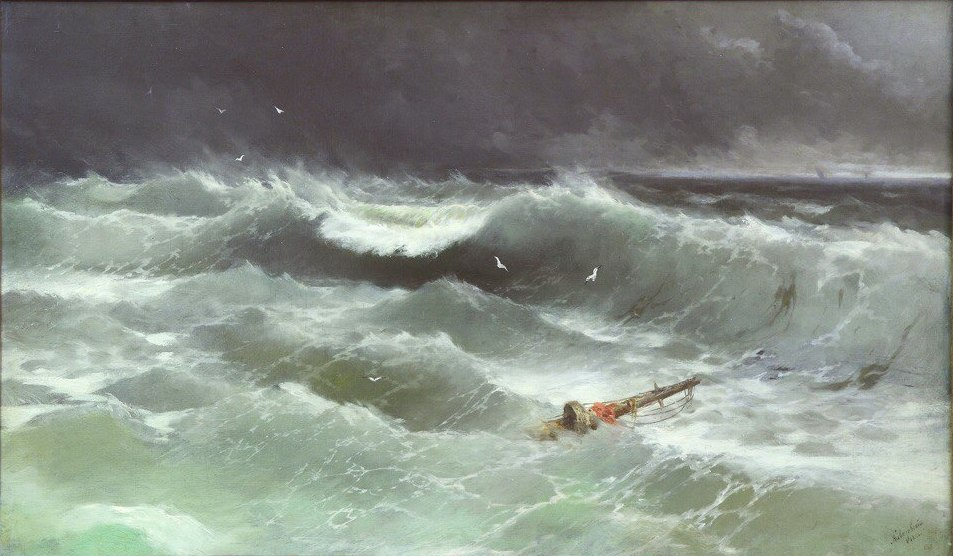
Furtună, 1886
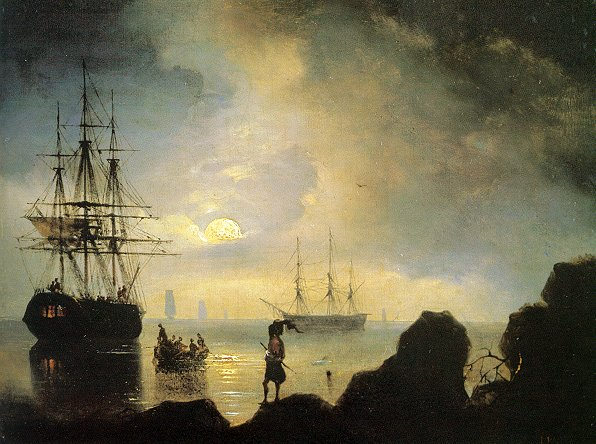
Pescari la mal
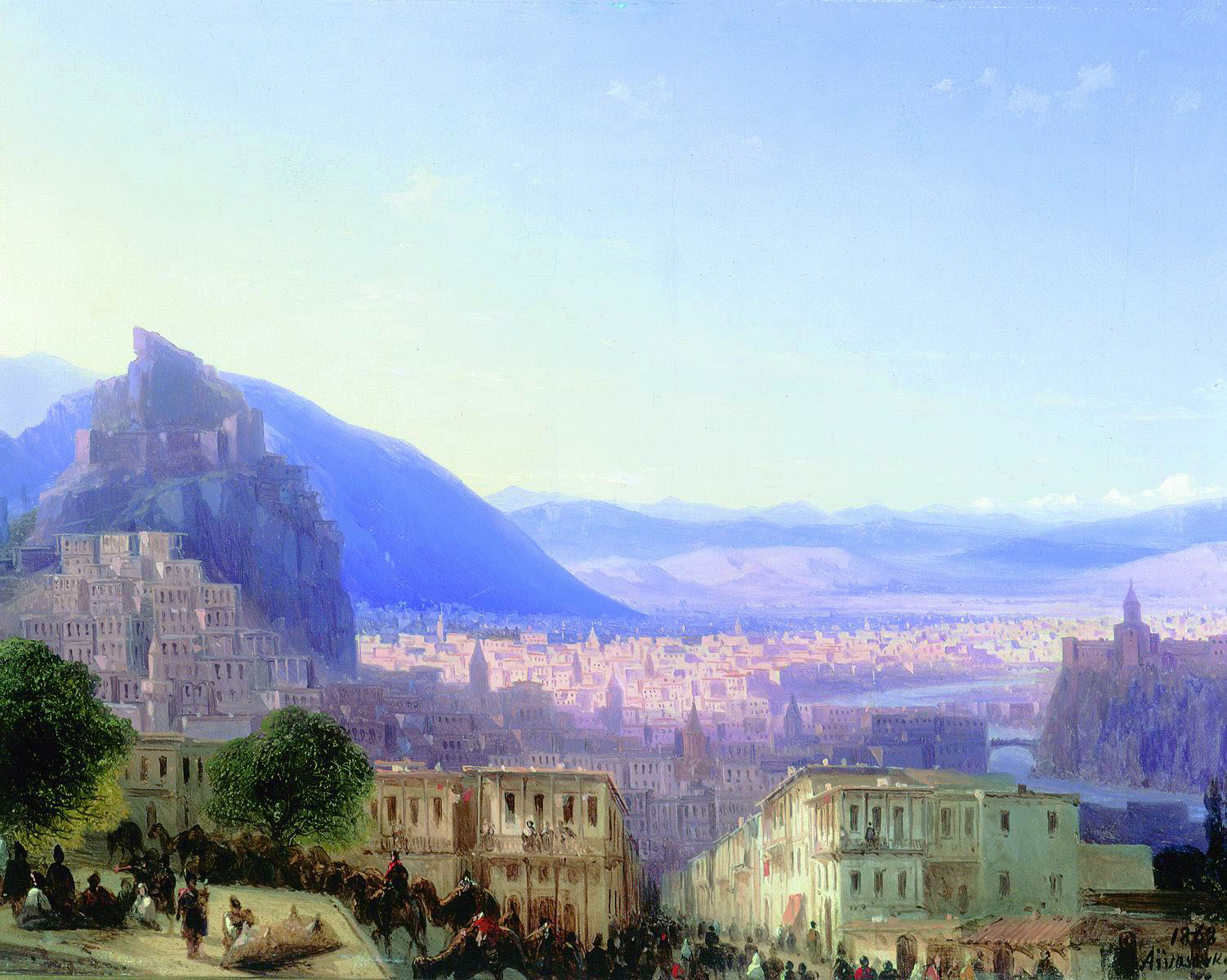
Vederea oraşului Tbilisi, 1868
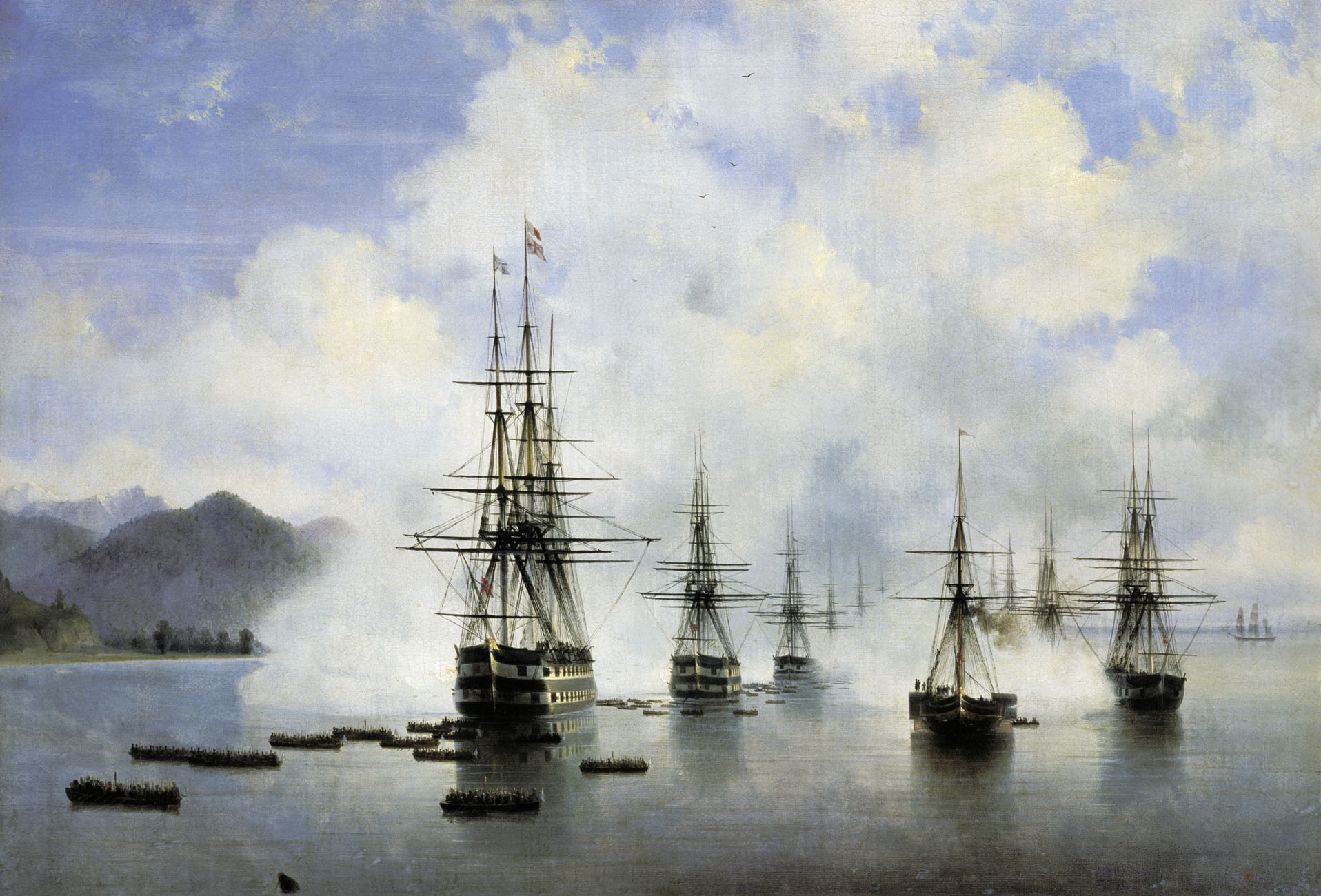
Ancorare la Subashi, 1837
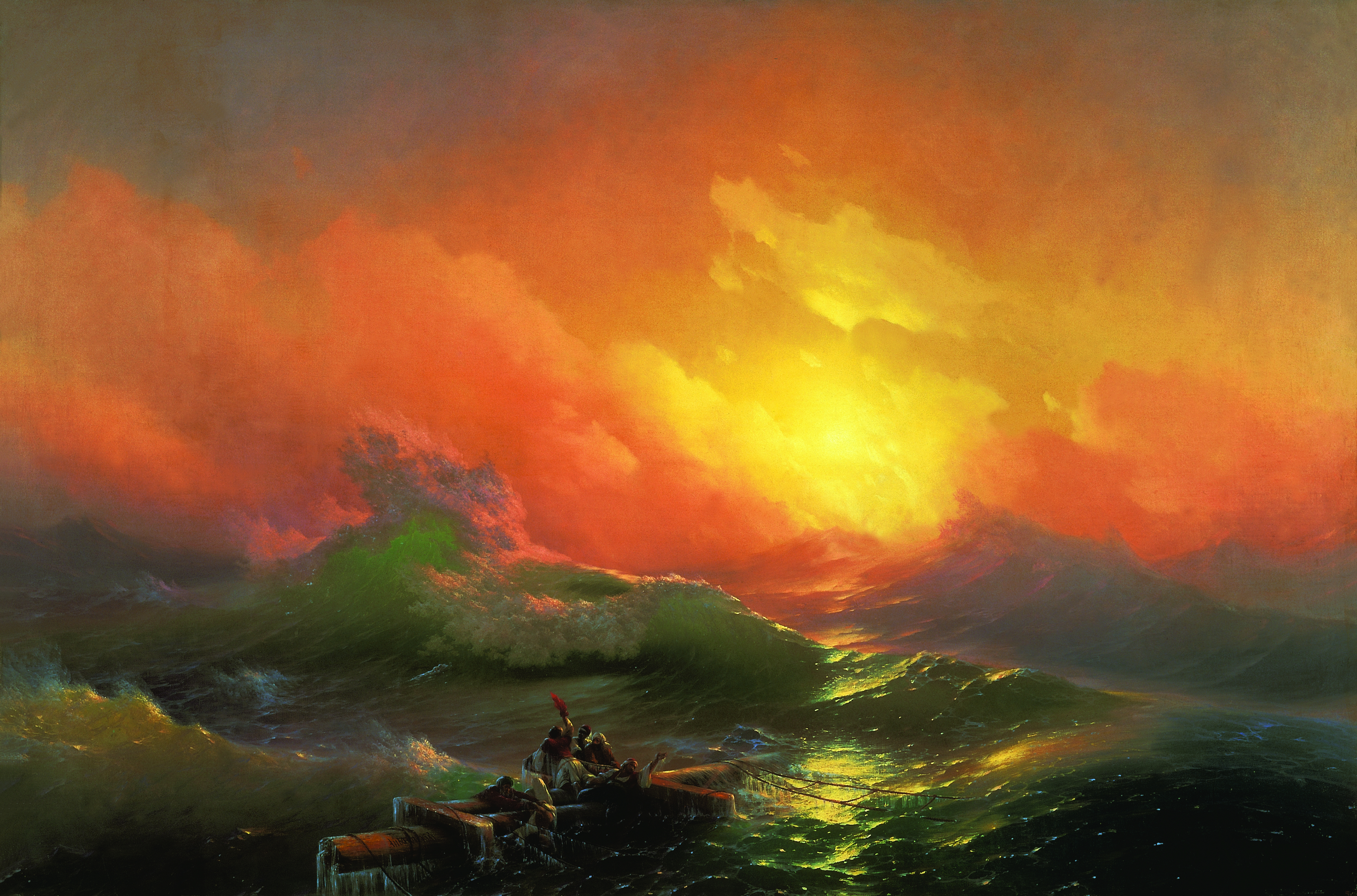
Al nouălea val, 1850
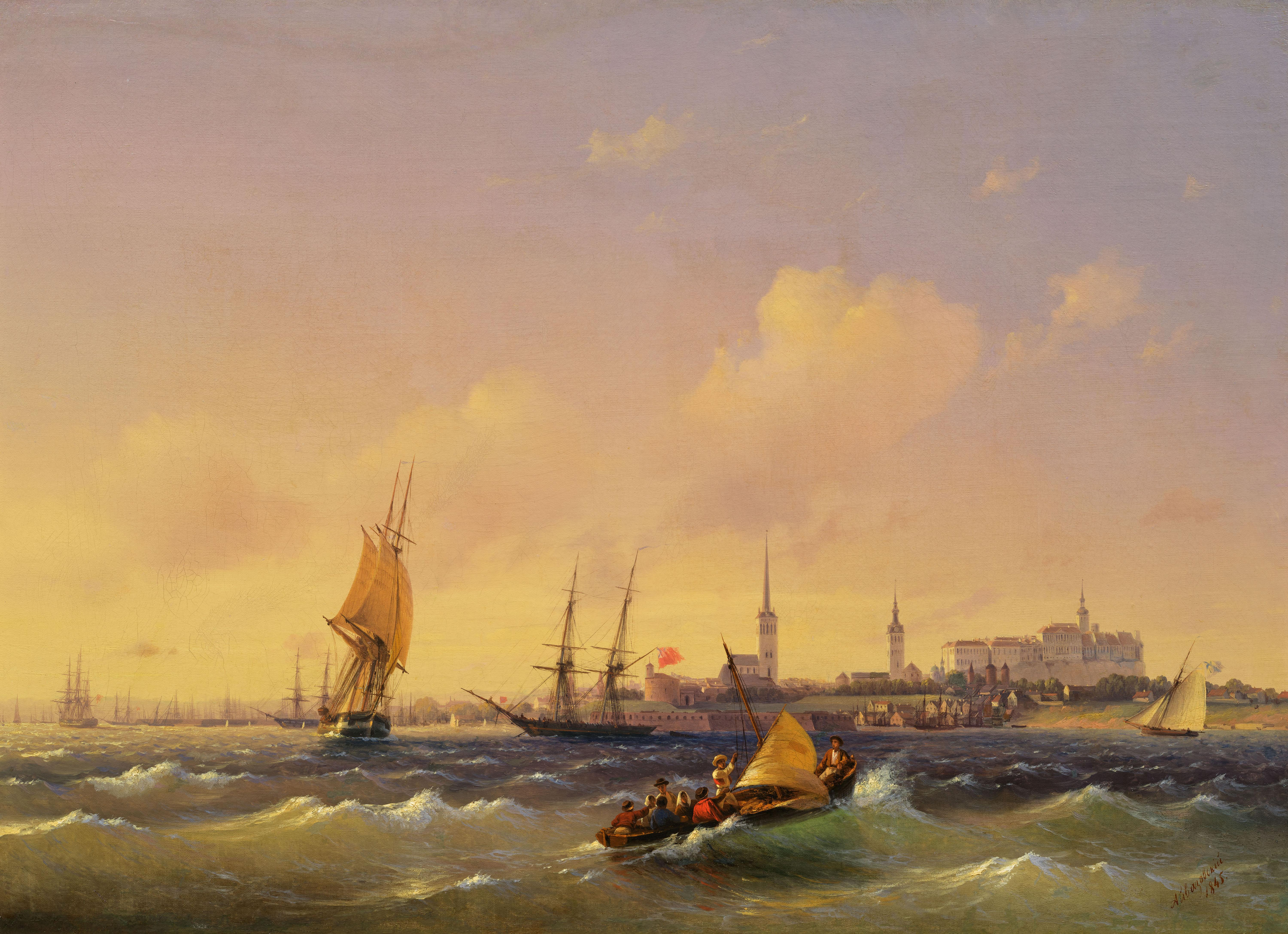
Vederea oraşului Reval, 1845
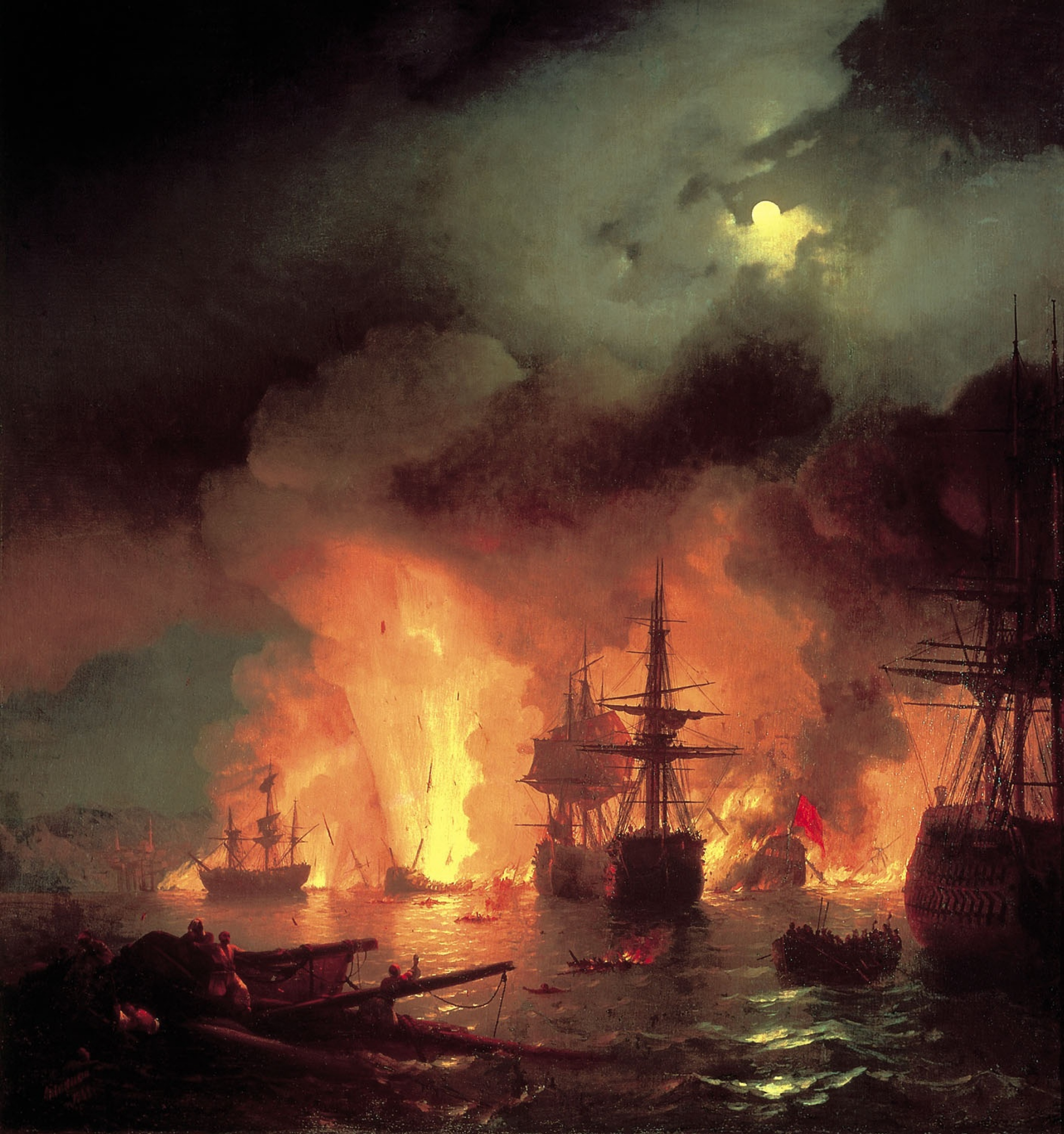
Bătălia de la Chesma, 1848
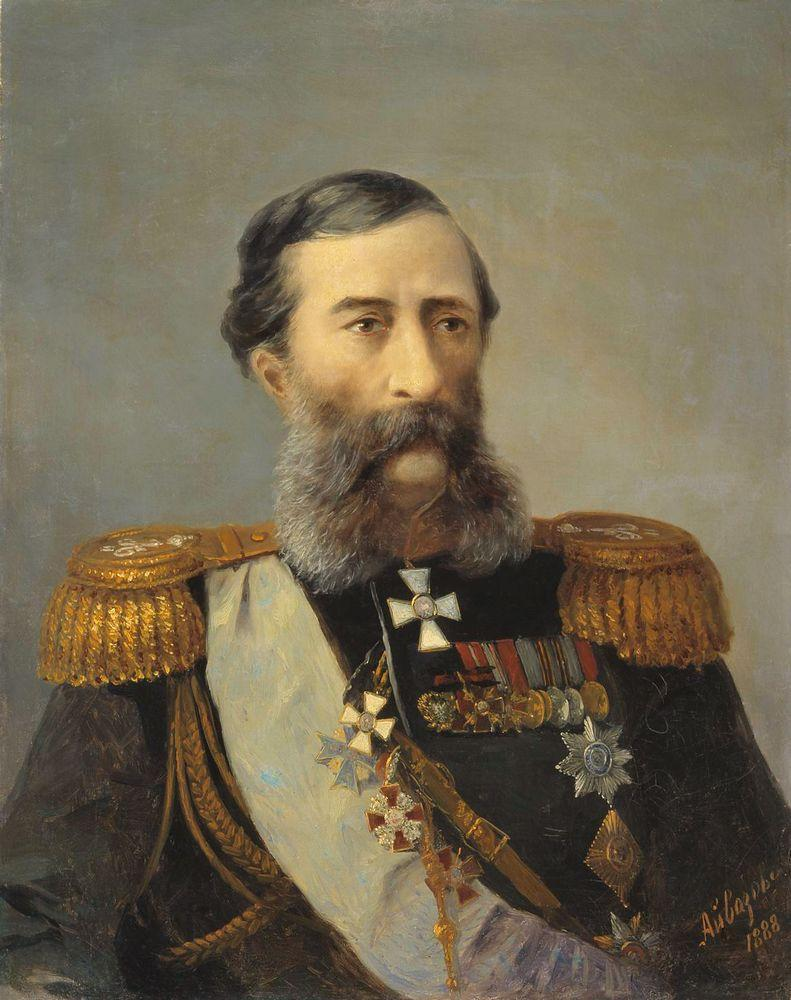
Portretul contelui Mihail Tarielovici Loris-Melikov, 1888
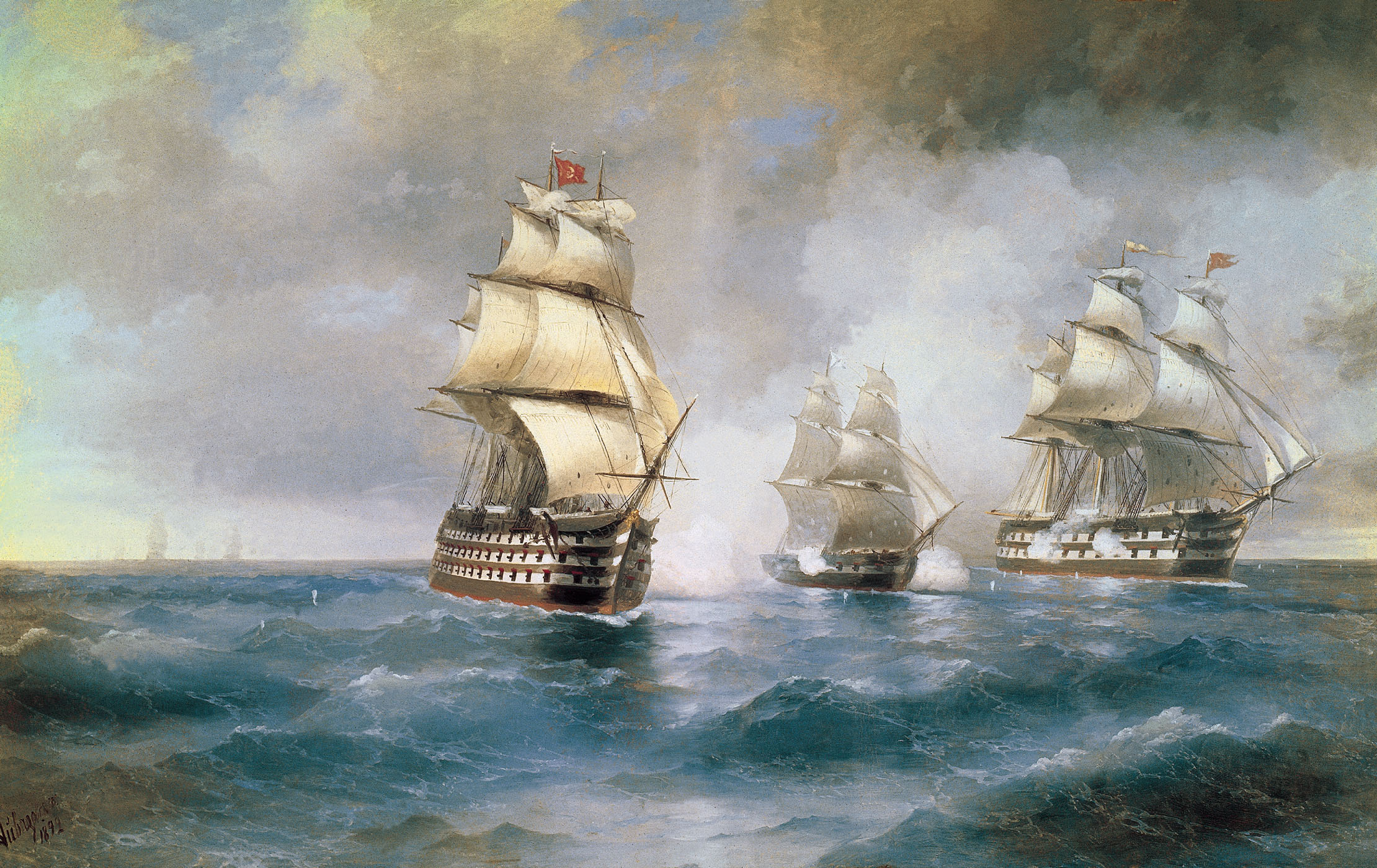
Bricul Mercur atacat de două corăbii turcești, 1892